# Centrale de La Coche
La centrale de La Coche est une centrale de pompage-turbinage située à Le Bois près de Moûtiers, dans le département de la Savoie en France. Sa puissance installée est de 384 MW.

## Présentation
Elle est aussi connue, pour Géoportail, comme l'usine électrique souterraine de Saint-Hélène la Coche.
Il s'agit d'une centrale souterraine du type mixte — c'est-à-dire gravitaire et transfert d'énergie par pompage — contenant 4 groupes avec turbine Francis à 5 étages. Lorsque l'eau est turbinée, elle est prise à la Cuvette, puis rejetée dans le barrage d'Aigueblanche.
Les quatre turbines sont là pour permettre de pomper l'eau du barrage d'Aigueblanche — dit aussi barrage et retenue des Échelles d'Annibal (1954) — sur l'Isère, pour la renvoyer dans la cuvette à 1 400 m d'altitude.
La centrale de La Coche est à l'origine un prototype pour la centrale du barrage de Grand'Maison, qui utilise également le principe de turbine pompage-turbinage (aussi appelé fonctionnement en dos à dos).
La puissance installée est de 384 MW, avec une chute de 927 mètres, pour un débit de 40 m3/s et une productibilité moyenne de 480 GWh/an.
EDF a commencé en 2016 des travaux en vue d'améliorer le fonctionnement du système. Cela se concrétise par l'installation, dans un bâtiment voisin de la centrale souterraine d'une turbine Pelton de 240 MW. Le 14 octobre 2019 le pdg d’EDF, Jean-Bernard Levy, inaugure la nouvelle installation. D’un diamètre de 3,6 mètres pour 15 tonnes, elle est la plus puissante de ce type en France et augmentera de 20 % la puissance totale de l’aménagement. Celle-ci doit  avoir tout son intérêt au moment de la fonte des neiges puisqu'elle peut turbiner à plein débit les eaux de fonte chargées en particules abrasives qui causent des usures importantes aux groupes pompes de la STEP déjà en place. Ceux-ci sont par nature plus sensibles que la turbine Pelton à la qualité des eaux et leur usure est préjudiciable à une bonne maintenance.

## Alimentation
Le barrage et la retenue de la Coche à 1 401 m d'altitude , alimentée par plusieurs cours d'eau, permet avec une conduite forcée de près de 3 km de turbiner à 500 m d'altitude. Les huit prises d'eau ont lieu dans le Bridan et le Nant-Pérou, l'Eau Rousse, le Morel, le Nant Brun, le torrent des Encombres, le doron de Belleville,  et le doron des Allues.